# 马歇尔计划

這幅冷戰時期的歐洲地圖上標註了接受馬歇爾計劃援助的國家。蓝色圓柱代表了各國各自接受的援助相對數量。

馬歇爾計劃（英語：The Marshall Plan），官方名稱為歐洲復興計劃（英語：European Recovery Program），是二戰後美国對战争破壞後的西欧各國進行經濟援助、協助重建的計劃，對歐洲國家的發展和世界政治格局产生了深遠的影響。另外除了歐洲，經濟援助也在韓戰後也在亞洲第一島鏈與其他第三世界國家實施，受援範圍大部分是今日美國的盟邦。
二戰歐洲戰場勝利後，美國憑藉其在二戰後的雄厚實力，为幫助其欧洲盟國恢復因世界大戰而瀕臨崩潰的經濟體系，並同時抗衡苏联和共产主义勢力在歐洲的進一步滲透和擴張而提出此計劃。該計劃因時任美国国务卿喬治·馬歇爾而得名，但事實上真正提出和策劃該計劃的是美国国务院的眾多官員，特別是威廉·克莱顿和乔治·凯南。
重建計劃於1947年7月在一個由歐洲各個國家普遍參加的會議上首次提出。馬歇爾計劃最初曾考慮給予蘇聯及其在东欧的卫星国以相同的援助，條件是蘇聯必須進行政治改革，並允許西方勢力進入蘇聯的勢力範圍。但事實上，美國擔心蘇聯利用該計劃恢復和發展自身實力，因此美國提出了一些蘇聯较难接受的條款，而蘇聯和東歐理所當然地拒绝了该援助计划，最終使蘇聯和東歐各國被排除在援助範圍之外。該計劃於1947年7月間正式啟動，並整整持續了4個财政年度之久。在這段時期內，西歐各國通过參加經濟合作發展組織總共接受了美國包括金融、技術、設備等各種形式的援助合計130億美元。若考慮通货膨胀因素，那麼這筆援助相當於2006年的1300億美元。

1948年開始標誌於援助包裝上的的標籤，用於標示這些運往歐洲的物資是依據馬歇爾計劃所援助的。標籤以美國國旗為基礎，設計成如同盾牌狀紋章一般，而上面以受援助國家的當地語言，寫有「為了歐洲的復興，由美利堅合眾國所提供」一語。

當該計劃臨近結束時，西歐國家中除了德国以外的絕大多數參與國的國民經濟都已經恢復到了戰前水平。在接下來的20余年時間裡，整個西歐重新整頓，經歷了前所未有的高速發展時期，社會經濟呈現出一派繁榮景象，可以說這與馬歇爾計劃有部分的關係。同時馬歇爾計劃長期以來也被認為是促成歐洲一體化的重要因素之一。因為該計劃消除，或者說減弱了歷史上長期存在於西歐各國之間的关税及貿易壁壘，同時使西歐各國的經濟聯繫日趨緊密並最終走向一體化。該計劃同時也使西歐各國在經濟管理上系統地學習和適應了美國的經驗。
近年來历史學家與經濟學家又開始注意對於馬歇爾計劃的深層動機及影響的研究。現在一些歷史學家和經濟學家認為，馬歇爾計劃之所以能取得一定的成效，其實應歸功於歐洲新興的社會市場經濟，以及這一種被政府監管的自由市場對經濟增長的穩定作用。而當下也有某種意見認為，美國施行該計劃的本意是為了通过援助使歐洲經濟恢復，並使之成為抗衡蘇聯的重要力量和工具，同時也可使美國更方便地控制和佔領歐洲市場，並通过北約來支配歐洲。但事實上歐洲經濟後來的發展趨勢並未使其成為美國的附庸，反而歐洲通过一體化等途徑成為了世界經濟舞台上可以和美國抗衡的一支重要力量。儘管這不是美國第一次拿本國纳税人金錢援助他國，但是美國國內仍存有大量同時來源於保守派和左派的質疑和批評的聲音。

## 背景

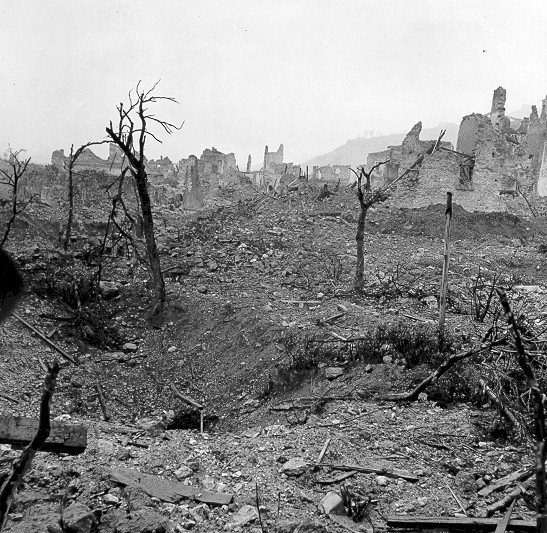
1944年，意大利卡西诺山战役后的一片废墟。

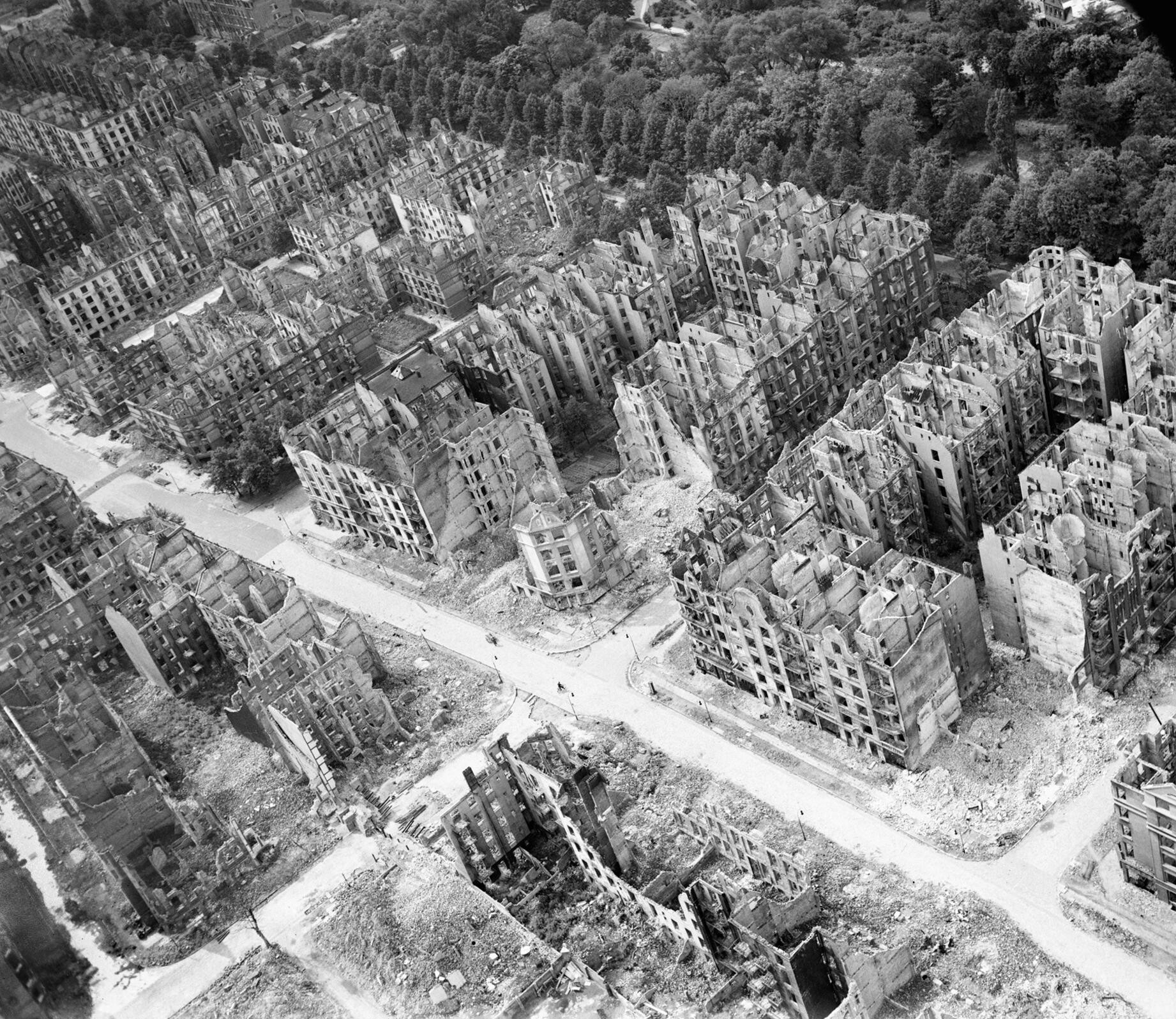
於德国汉堡上空以45度角俯攝的受轟炸毀損的建築物。經過1944年的汉堡大轰炸後，該城市於戰後有「德國的廣島」之稱

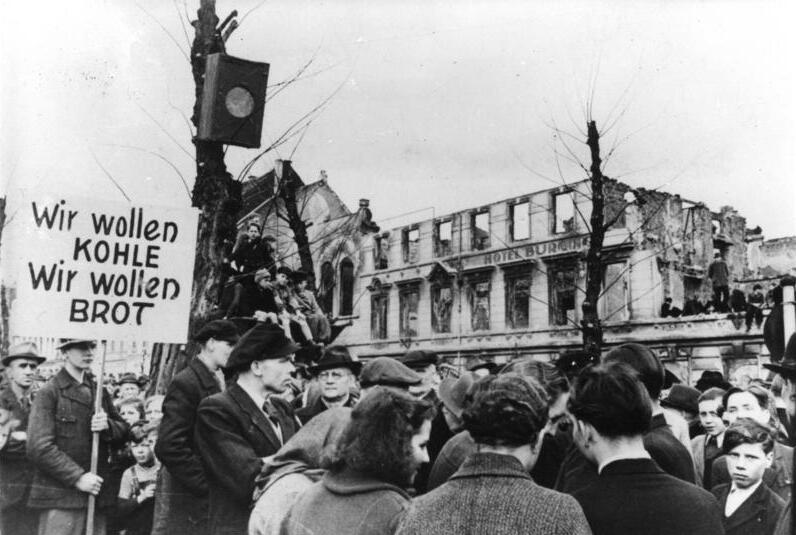
1947年冬季，成千上萬名德國民眾抗議這場災難性的糧食挨餓危機，攝於1947年3月31日。

在战争结束六年后，大半个欧洲依然难以从数百万人的死伤中平复。战火遍及了欧洲大陆的大部分，所涉及的地域面积远大于第一次世界大战。持续的轰炸使绝大多数大城市遭到了严重破坏，特别是它们的工业生产。欧洲大陆上的许多著名城市，例如华沙和柏林，已成为一片废墟。而其它城市，如伦敦与鹿特丹，也遭受了严重的破坏。这些地区与经济生产相关的建筑大多化为一片瓦砾，数百万人无家可归。虽然外援使1944年的荷兰饥荒有所缓解，但战争对农业的破坏还是导致了欧洲大陆许多地方出现了大面积的饥饿，而1946年-1948年欧洲西北部罕见的寒冬又使这一情况进一步恶化。所受破坏最为严重的是交通运输设施，战争中铁路、桥梁以及道路都成为了对方空袭的目標，而进行运输的商船也常常被击沉。西欧的中小城镇和村庄所受的毁坏程度基本上较轻，但交通运输的破坏还是使这些地区的经济与外界的联系几近断绝。这些问题的解决都需要耗费大量财力，而此时大多数陷入战争的国家的国库已被消耗殆尽了。
一战后的欧洲经济也遭受了较大的破坏，大衰退一直持续到了1920年代，还造成了经济的不稳定和全球性的经济低迷。此时的美国虽然正经历孤立主义的复苏，却还是试图促进欧洲经济的增长，特别是通过与美国几家主要银行的伙伴关系。当德国无法偿还他们的赔款时，美国通过大大增加对他们贷款数额进行了干预，这笔债务直到1941年双方正式交战为止都还没有偿还完毕。
因此華府中的多数意见认为，一战后的这段历史不应重演。虽然哈利·杜鲁门及国务院依然继续着其务实的外交政策，认为有必要进行援助，但国会对此兴趣不大。起初，大家普遍认为欧洲，特别是英国和法国的重建并不需耗费过多，它们完全可以依靠自身的殖民地，快速恢复其经济。然而到1947年这些地区的经济依然不见起色。持续几年的寒冬又使情况进一步恶化。在不断增长的高失业率、因食品短缺导致的接连不断的罷工以及一些国家的社会动荡下，欧洲经济的增长幾乎是不可能的。到1947年，欧洲经济依然徘徊在战前水平以下，并几乎看不到增长的迹象。农业生产是1938年水平的83%，工业生产为88%，出口总额则仅为59%。
食品短缺成为了最为紧迫的问题。在战前，西欧的粮食供应很大程度上要依赖东欧出口的余粮，但这一贸易路径此时已被铁幕几乎完全阻断了。情况在德国尤其严重，那里1946-47年的人均热量摄入仅为每天1800千卡，这个数值完全不能支持人体的长期健康。威廉·克莱顿在给华盛顿的报告中说，“数百万人正在慢慢饿死。” 而对于经济全局来说，最为致命的是煤的短缺，1946-1947年酷寒的冬天更使之雪上加霜。期间德国有许多家庭没有供暖，数百人被冻死。英国的情况虽然没有那么严重，但是为了满足国内的民用煤炭需求，工业生产不得不被停止。因此从人道主义出发的考虑也是提出这一计划的重要动机之一。

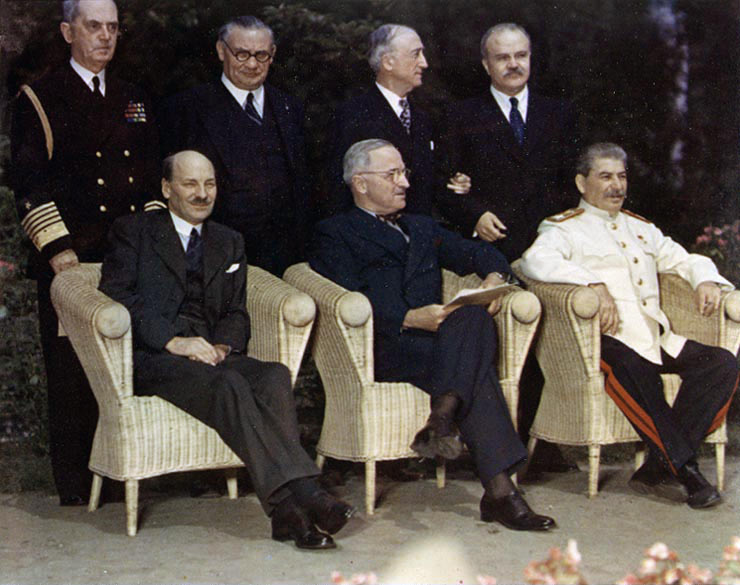
波茨坦会议上美英俄三國領袖，由左至右分別為克莱门特·艾德礼、哈里·杜鲁门、約瑟夫·史達林。

而在战争中唯一一个基础设施没有遭到明显破坏的正是美国。它比大多数欧洲国家都要晚一些参战，而且本土所受的损失也比较有限。美国的黃金儲備作为其农业和工业的坚固基石依然完好无损，其经济也仍然充满活力。战争期间美国的工业为本国和它的盟国的战争机器提供了支持，因此美国经济经历了自建国以来增长最快速的一段时期。战后，这些工厂又很快转入了民用生产，战争期间的物资供应短缺很快被消费开支的爆炸性增长所代替。不过经济的长期健康发展还要依赖贸易，长期的繁荣也需要有输出这些商品的市场。而马歇尔计划提供的援助中的很大一部分，正是被欧洲人用来进口来自美国的工业品和原料的。

横贯歐洲大陸的铁幕阻断了西欧从东欧的粮食进口线，加剧了战后西欧粮食短缺的局面。图中红色为苏联的勢力範圍或其他共產主義國家，蓝色为美国的盟友或其他资本主义国家。

而对美国来说另一个重要因素，也是与一战后所面对情况的最大不同，就是冷战的开始。美国政府中的很多人士对苏联行动的怀疑情绪正日渐加深。马歇尔计划的倡导者之一乔治·凯南在此时已预言了未来世界的两极格局。对他来说，马歇尔计划正是他的新理论——对苏联的遏制政策的核心内容。 需要强调的是，当马歇尔计划开始实施的时候，苏美的战时同盟关系还没有结束，冷战也没有真正开始。而对于那些马歇尔计划的起草者来说，他们对苏联的恐惧也并不像日后那么极端强烈，甚至到凌驾于其他一切因素之上的地步。

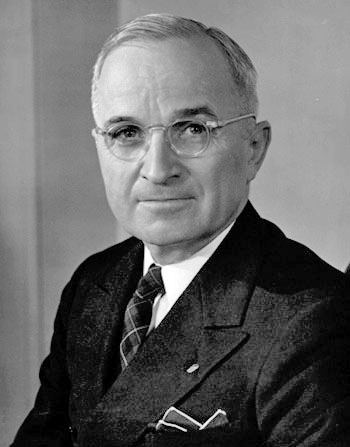
时任美国第三十三任总统的哈里·S·杜鲁门（1945年 - 1953年）。

尽管如此，一些西欧国家的共产党权力及声望的增长更为令人不安。在法国和意大利，战后的普遍贫穷为共产党势力的增长提供了充分的养料。而这些国家的共产党在本国战争期间的反抗斗争中起到的重要作用，又使其声望急剧增长。在这些国家战后的选举中，共产党取得了普遍性的成功。在法国，法共甚至一度成为了议会第一大党。虽然现在大多数历史学家都认为，仅凭这些还远远不足以断定法国和意大利将滑入共产主义阵营，但事实上，当时的美国决策者确实严肃地考虑了这一可能。1946年起，哈利·杜鲁门及其政府开始暗示他们已经注意到了这个问题，特别是通过他出现在丘吉尔著名的“铁幕演讲”现场这一耐人寻味的举动。此时的美国必须在世界面前坚定它的立场，以不丧失其信用。而遏制政策的出笼也要求美国必须向非共产主义国家提供援助，以起到遏制苏联影响及扩张的作用。不过当时还是有人寄希望于东欧国家加入这一计划，从而使他们从正在形成的苏联集团中脱离出来。
不过在马歇尔计划付诸实施之前，美国已经投入了大量资金用于欧洲重建。据估计在1945年到1947年间，美国在这方面的投入就达90亿美元。这些援助中的大多数都是以间接形式进行的，其中包括作为租借法案中一揽子协定的继续、或由美军出面重建当地的基础设施及帮助难民等不同途径。此外美国还与一些国家签定了正式的双边援助协定。其中最为重要的动作，要数“杜鲁门主义”所保证的给予希腊和土耳其军事协助的内容。此外，当时尚处于幼稚期的联合国所做的一系列救济以及减免债务等人道主义努力，其资金大多也来自于美国。这些努力也收到了一定成效，但由于它们缺乏系统的组织和完善的计划，反而忽视了欧洲重建的许多最基本的需求。

## 早期的构想

盟軍德國時期（1947年6月8日 - 1949年4月22日）的佔領地圖。到了1947年時，美、英、法佔領區於經濟上開始漸漸合併。

早在马歇尔发布其著名演讲之前，就已经有不少的意见和呼声认为有必要对欧洲开展援助重建计划。1946年9月6日时任美国国务卿詹姆斯·F·拜恩斯在斯图加特的一家歌剧院的一次演讲中最早提出了援助的设想。此外，卢修斯·D·克莱将军曾要求工业家刘易斯·H·布朗（Lewis H. Brown）于1947年调查并起草了一份《战后德国的状况报告》（""）。这份报告罗列了战后德国所面临的各种状况，并提出了一些重建建议。同时时任美国副国务卿的迪安·艾奇逊也针对此事做了一个专题演讲，尽管他的建议在当时未获得很高重视，不过时任美国副总统阿尔本·巴克利对此却颇为赞同。
当时认为替代美国大量援助的另一途径是从战败的德国获取重建所必须的物资和资金。早在1944年，就已经有人将这种设想付诸计划，这就是由时任美国财政部长小亨利·摩根索提出的“摩根索计划”。在这个计划中，摩根索建议通过让德国在战后支付巨额赔款，来帮助其他在战争中受到轴心国进攻的欧洲国家进行重建，同时这种对于德国近乎榨取式的巨额索赔也可以遏止德国的再次崛起。与之相近的是由法国官员让·莫内提出的“莫内计划”。该计划设想由法国控制德国的萨尔和鲁尔两大工业区，并允许法国使用这两个区域中丰富的矿产资源使法国的工业产出至少恢复到战前150%的水平。
1946年，对德占领当局出台了严厉的限制德国恢复工业化的方针。这些限定严格规定了德国煤炭和钢铁的产量。第一个恢复德国工业化的计划于1946年初签署，也就是所谓的“工业化水平协定”（level of industry agreement）。它通过拆除德国的1500多家工廠使其工业水平大致维持在战前（1938年）的50%左右。由于这个协定所隐含的弊病立即就显露出来了，因此该方案此后被多次更改，直至1949年。整个拆除工作直到1950年才结束。德国长期以来就是欧洲的工业强国和经济中心，因此过分地削弱德国必然会导致整个欧洲经济恢复的受阻，对德占领当局不得不大幅度提高他们的占领成本来解决德国日益增长的各种需求和物资短缺的矛盾。

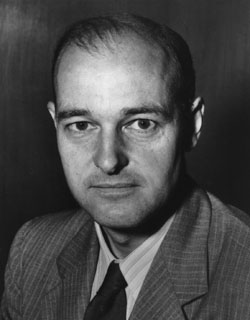
马歇尔计划的策划者之一，乔治·凯南。

这种种弊病以及因上述两个计划曝光而接踵而来的社会舆论批评使得人们不得不重新考虑“莫内计划”和“摩根索计划”。事实上，很多的修正意见与1947年7月以前指导美国对德国占领及重建的基础性文件“参谋长联席会议第1067号指示”（Joint Chiefs of Staff Directive 1067）〈该“指示”通过严格的限定来削弱德国的主要工业产出〉有雷同之处。战后，德国的矿产资源要地萨尔和西里西亞已经不归德国控制，同时盟国摧毁了大量的工厂以限制德国的工业产量。到了1947年，甚至连德国的工业中心鲁尔区都有面临被全面拆除的可能。总之当时，面对几乎已经被完全剥夺了生产能力的德国，杜鲁门、马歇尔以及艾奇逊一致认为有必要立即给予德国大量的、并且是源源不断的援助。
重建计划的出炉，一定程度上也受到了美国30年代经济危机以后意識形態微调的影响。30年代初的大萧条使不少美国人相信完全自由的、缺乏政府干预的市场无法保证经济的稳定和健康增长。许多当初制定罗斯福新政政策的人认为应该将美国政府干预经济的经验应用于欧洲的战后重建中。与此同时，1929年的经济危机也证明了关税和贸易保护主义对经济的危害，这更坚定了人们对欧洲经济一体化和自由贸易的需求。
在以上的种种背景之下，马歇尔计划——一个旨在帮助美国的欧洲盟国恢复因为第二次世界大战而遭受毁坏的经济、同时遏止共产主义势力在欧洲的进一步扩张的计划，就正式出炉了。它的官方名字是“欧洲复兴计划”。因其主要提出者时任美国国务卿乔治·马歇尔而得名。事实上真正策划该计划的是美国国务院的众多官员，特别是威廉·克莱顿和乔治·凯南。

## 马歇尔的演讲

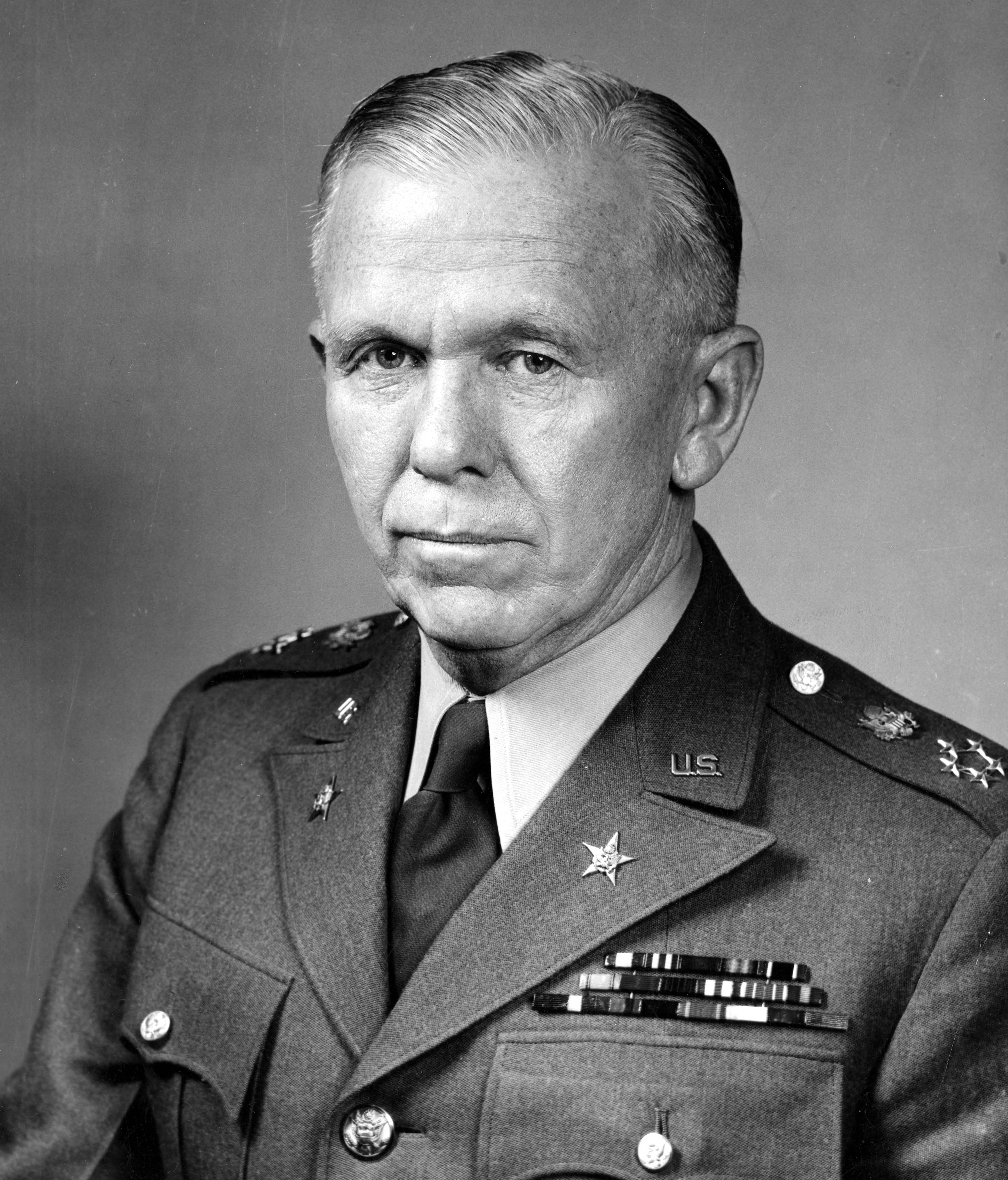
时任第50任美国国务卿的乔治·马歇尔。在第二次世界大战中他任職為美国陆军参谋长（1939年9月1日至1945年11月），官階為陸軍五星上将。

由于官方發布相关政策的前景尚不明朗，早先公众关于重建需要的讨论很大程度上被忽略了。直到时任美国国务卿的乔治·马歇尔的历史性演讲发表之后，所有的疑问才得以烟消云散。而这一讲话的发表也标志着马歇尔计划的正式拍板。马歇尔是在1947年6月5日哈佛大学的毕业典礼上发表这一演讲的。他站在哈佛园纪念教堂的台阶上，宣告美国已为帮助欧洲复兴作好了准备。这篇由查尔斯·博伦起草的演讲词中没有提及任何的细节和数据。号召欧洲人团结起来、共同规划一个他们自己的重建欧洲计划，然后由美国为这一计划提供资金才是这一演讲中最为关键的部分。
美国政府估计这一计划不会得到美国民众的欢迎，且考虑到这次演讲主要针对的听众是欧洲人。因此为了避免美国报纸对演讲的关注，演讲现场特意没有邀请任何美国记者，而且杜鲁门还特意于同日举行了一次记者招待会，以转移国内媒体的注意力。而相映成趣的是，艾奇逊当天却四处联络欧洲媒体报道此事，特别是英国媒体。英国广播公司还全文播送了这篇演讲。

## 苏联方面的拒绝
时任英国外務大臣厄内斯特·贝文从广播中听到了马歇尔的演讲后，立即与时任法国外交部长乔治·比多取得了联系。两人交换了双方对于美国提出对欧洲进行援助的看法，并准备给予官方答复。同时，两国外长一致认为有必要邀请反法西斯战争的重要盟国苏联参与该计划。由于直接拒绝苏联参加援助计划意味着对盟友的公开不信任，马歇尔在他的演讲中依然十分坦诚地欢迎苏联加入马歇尔计划，以接受美国的援助。事实上美国国务院的官员们心里很清楚，史達林根本不可能会同意参与该计划，同时美国国会也不会批准一个含有巨额对苏援助的议案。
一开始，史達林对援助计划曾表现出“谨慎的兴趣”。因为他认为苏联在战后处于非常有利的国际环境之中，因此即使接受有条件的援助也未尝不可。于是他派遣苏联外交部长维亚切斯拉夫·莫洛托夫到巴黎与英、法两国外长会谈。 此时英、法两国已经领会到了美国不希望苏联加入援助计划的真实意图。因此他们提出了许多令苏联无法接受的条件。其中最重要的一条就是任何接受援助的国家将不可避免地丧失一部分经济主权，这让苏联根本无法接受。同时，英法两国外长还坚持被援助国必须附带参与欧洲统一市场的建设，而这显然和苏联高度集中的计划经济体制格格不入。最终莫洛托夫拒绝了援助计划，离开了巴黎。

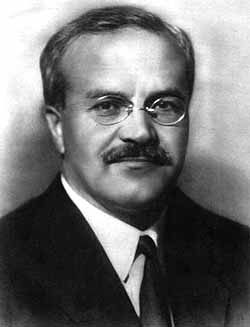
时任苏联外交部长的维亚切斯拉夫·莫洛托夫。

7月12日，一次规模更大的會議在巴黎召開。这个会议几乎邀请了当时欧洲的所有国家，除了西班牙（因为该国在二战时虽然维持了表面上的中立，但該國領導人佛朗哥事实上却执行了一条亲法西斯的路线）以及安道尔、圣马力诺和列支敦斯登等袖珍国。苏联在接到邀请之前就已经表示将否决该计划，而正在形成中的东欧集团成员国也紧随其后，最后仅有波兰和捷克斯洛伐克表示愿意参加该会议。但是捷克斯洛伐克的外交部长扬·马萨里克因支持本国参与马歇尔计划，后来被召入莫斯科遭到史達林的严厉斥责，这被认为是苏联欲开始加强对东欧的全面控制的一个明显信号。史達林认为该计划的签署会严重威脅到蘇聯對於東歐的控制，並且相信西方國家將利用這次機會，以經濟一體化令這些國家脫離蘇聯刚刚建立起来的对该地区的影响和控制。美国也认识到了这点，因此他亦樂見东欧国家参与其經濟援助計劃，以抵抗蘇聯的影響力。因此当捷克斯洛伐克和波兰的代表团被苏联阻止前往巴黎参加会议时，其他的东欧国家也就很知趣地拒绝了美国的援助。芬兰为了避免与邻邦苏联形成过于对立的两国关系，也拒绝参与该计划。不久，苏联就出炉了马歇尔计划在东欧地区的“替代计划”，该计划主要包括了对东欧国家的经济援助以及发展东欧国家对苏联的贸易——这就是著名的莫洛托夫計劃，也就是后来经济互助委员会的雏形。

## 谈判

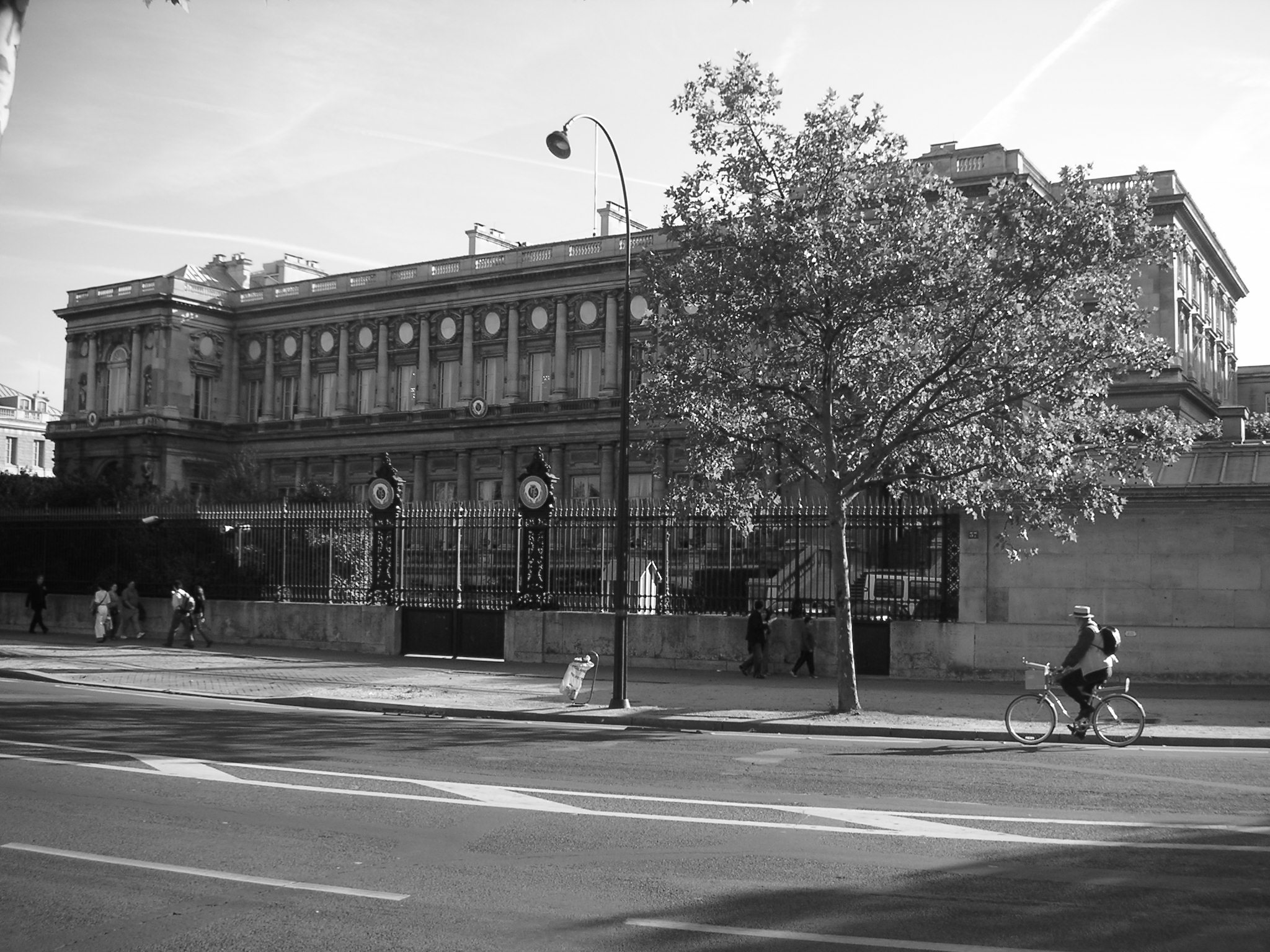
歐洲經濟復甦會議的會議現場──法國外交部大樓。在過去，這裡為一戰後的巴黎和會召開處；到了1950年，罗伯特·舒曼於此建立了欧洲煤钢共同体。

要把计划从簽字变成现实，不仅需要各个参与国家的协商，还需要得到美国国会的批准。因此，十六个参与国家代表齐聚巴黎，商讨未来美国援助的形式以及分配问题。由于这一问题与各国自身利益息息相关，整个谈判显得极其冗长而复杂。法国最主要的考虑是不让德国恢复其战前的强大实力。而对比荷卢三国来说，虽然他们也曾遭受纳粹的侵略，但考虑到自身与德国经济联系的紧密程度，他们还是希望通过推动德国的复兴来促进自身的经济繁荣与发展。而斯堪的纳维亚诸国，特别是瑞典，则始终坚持两点原则。其一是他们与东方阵营各国长期存在的贸易联系不应遭到中断；其二则是其中立不能被侵犯。英国则坚持认为，考虑到其自身的特殊情况，她不能仅仅满足于与其他欧洲大陆国家获得相等的援助，因为这些份额的援助对英国来说几乎没有任何实质作用。美国则一方面极力倡导自由贸易原则，另一方面又要求欧洲团结起来，筑成反对共产主义的堡垒。杜鲁门政府的代表威廉·克莱顿向欧洲各国承诺，他们能够自己自由地组织计划，然而他又提醒欧洲人，如果要让计划付诸实施，那么就必须通过美国国会这一关。而在此时，国会中的大多数议员虽然赞同自由贸易和欧洲一体化这两大原则，但他们又对在德国身上投入太多美元犹豫不决。
在各方达成一致之后，欧洲各国将拟定的重建计划草案递交给了华盛顿。在这份草案中，欧洲方面提出的援助总额是220亿美元。在杜鲁门将其削减到170亿美元之后，该草案被提交给国会批准。这份草案在国会内部遭遇了激烈的反对。反对者主要是一些共和党议员，他们大多鼓吹孤立主义政策，且对政府的大额开支非常厌烦。他们中最具代表性的便是罗伯特·塔夫脱。而在左派方面，该议案也受到了以亨利·华莱士为代表的议员的坚决抵制。华莱士认为，这一计划是既是对美国的商品输出资本的极大补助，又是加速世界分化为东西两极的催化剂。 然而当1948年2月捷克斯洛伐克的民主政府被突然推翻之后，所有的反对声浪都迅速平息了下来。随后不久，在两党的合力支持之下，国会通过了一个包括最初的50亿美元援助在内的政府支出议案。而在最后通过国会批准的计划中，共包含的援助数额为124亿美元，为期四年。
1948年4月3日，杜鲁门签署了马歇尔计划，同时他还批准设立了美國經濟合作總署（Economic Cooperation Administration，简称）來負責執行，後來此機構成為今日的美國國際開發署；这一机构的领导者是保羅·霍夫曼，他在上任前為車廠斯圖貝克的總裁。就在同年，计划的各个参加国（奥地利、比利时、丹麦、法国、西德、英国、希腊、爱尔兰、意大利、卢森堡、荷兰、挪威、瑞典、瑞士、土耳其和美国）又签署了一项协定，决定建立一个地位与经济合作总署并列的机构，即欧洲经济合作组织（今经济合作发展组织前身），第一任秘書長為法國籍的罗贝尔·马若兰。

## 执行

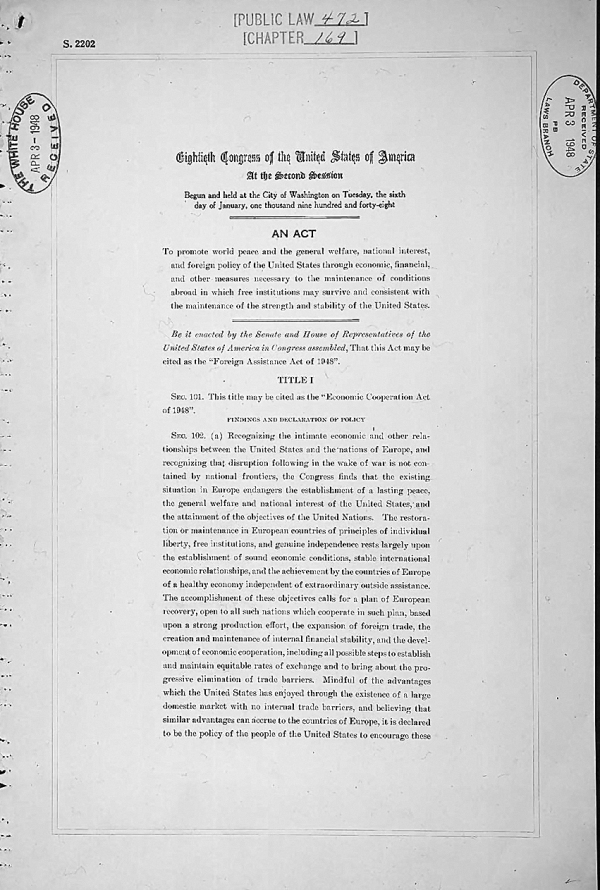
马歇尔计划全文的第一页。其文章名為《1948年對外援助法》，並註記有「1948年1月6日禮拜二，於美國華盛頓特區第80屆開幕大會所制定」。

第一批实质性的援助在1947年1月交付，目的地是希腊和土耳其。这不仅是因为那里被视作抵制共产主义扩张的前线，还因为这两个国家已经从杜鲁门主义中受益，获得了相当数量的前期援助。起初，向这两个国家的反共力量提供援助的是英国。但由于其自身的经济情况此时已相当糟糕，难以坚持下去，于是英国请求美国来继续承担这一责任。
1948年7月，经济合作总署开始进入正式运作。同年，这一组织发布了它的使命声明（mission statement），内容包括：推进欧洲经济进步、促进欧洲生产发展、为欧洲各国货币发行提供支持以及推动国际贸易（特别是与美国，因为其经济利益需要欧洲足够富裕，以有足够的市场容量以输入美国商品）。而经济合作总署（以及马歇尔计划）的另外一个没有被官方承认过的目标，则是对苏联势力在欧洲不断扩张的影响进行遏制，特别针对捷克斯洛伐克、法国和意大利共产党势力的增长。
马歇尔计划涉及的资金通常都先交付给欧洲各国的政府。所有资金由所在国政府和经济合作总署共同管理。每个参与国的首都都会驻有一名经济合作总署的特使。这一职位一般都由一位有一定声望的美国籍商界人士出任。他们的职责就是在计划实施过程中提出建议。经济合作总署不仅鼓励各方在援助资金的分配上进行合作，还组织由政府、工商业界以及劳工领袖组成的磋商小组，对经济情况进行评估，同时决定援助资金的具体流向。

1948年，一架負責柏林空運的C-54運輸機正準備降落於柏林-滕珀尔霍夫机场，同時西柏林居民正聚集一起觀看。

欧洲人将大多数来自于马歇尔计划的援助资金用于输入美国生产的商品。欧洲国家在二战中几乎消耗光了他们的所有外汇储备，因此马歇尔计划带来的援助几乎是他们从国外进口商品的唯一外汇来源。在计划实行的初期，欧洲国家将援助大多用于进口急需的生活必需品，例如食品和燃料，但随后大宗进口的方向又转向了他们最初也需要的用于重建的原料和产品。而随后的几年内，在来自美国国会的压力以及朝鲜战争爆发的双重逼迫下，美国还是投入了大量资金用于重建欧洲各国的军备，且这一数字逐年增长。据统计，截止1951年中期，在提供的共130亿美元援助资金中，有34亿美元用于输入原料和半制成品、32亿美元用于购买粮食、饲料以及肥料等、19亿美元用于进口机器、车辆和重型设备等重工业品，还有16亿美元用于输入燃料。

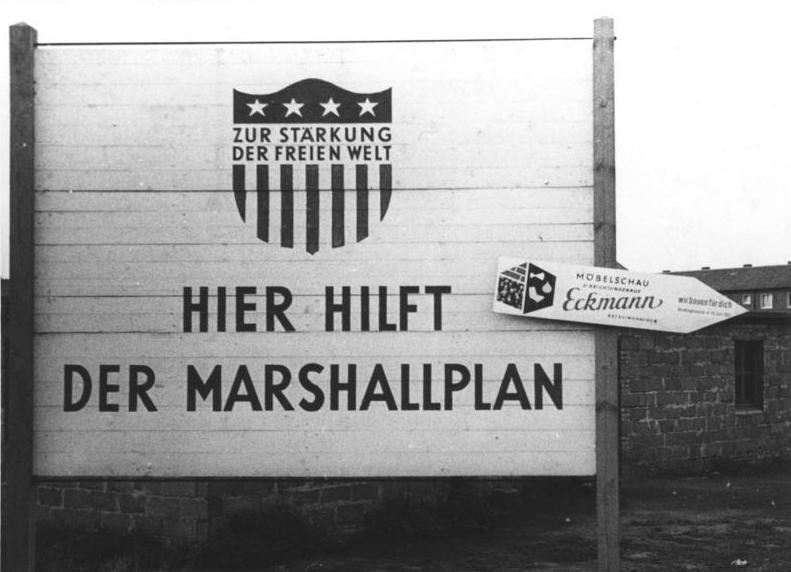
1953年，在德国雷克林豪森一座前往領取馬歇爾計畫物資的援助處。

同时设立的还有对应基金（counterpart fund），这一项目的作用是将马歇尔计划的援助资金转换成为由当地货币构成的资金。按经济合作总署的章程规定，不少于60%的基金数目应用于制造业的投资。这一点在德国最为突出。在当地政府的调控下，这部分基金大多用于向私人企业贷款，从而使它们在推动重建进程上起了重要的作用。这笔基金在德国的再工业化过程中也起了核心作用。以1949年-1950年为例，德国采煤业投资总额的40%是由这个基金提供的。 对贷款的企业来说，他们须按期偿还贷款。而在偿还后，这部分资金又会很快被再次贷出。在当时，这一过程是假借德国国有银行德国复兴信贷银行的名义进行的。这一基金后来转由西德联邦经济部管理。到1971年，其数目仍有100亿西德马克。而在1997年，这个数字已经达到了230亿德国马克了。通过这一循环信贷系统，截至1995年底，这一基金中已有大约1400亿德国马克的资金以低息贷款的形式贷给了众多德国公民。而剩下的40%对应基金则用于偿还外债、稳定货币以及投资非工业项目。法国对对应基金的使用最为广泛。他们主要将这笔资金用于抵消财政预算赤字。不仅在法国，其实在大多数其他参与国家内部，对应基金中的款项大多被作为政府的一般收入，而不是像德国一样用于反复循环的对民间贷款。
另一个花费更少、但同样有效的计划是同样由经济合作总署主导的技术援助计划（Technical Assistance Program）。这个计划资助欧洲的技术人员和企业家参观访问美国的厂矿企业，以使他们能够将美国的先进经验和制度应用于本国。同时，也有成百上千的美国技术人员在这一计划的帮助下，作为技术顾问前往欧洲。

## 支出

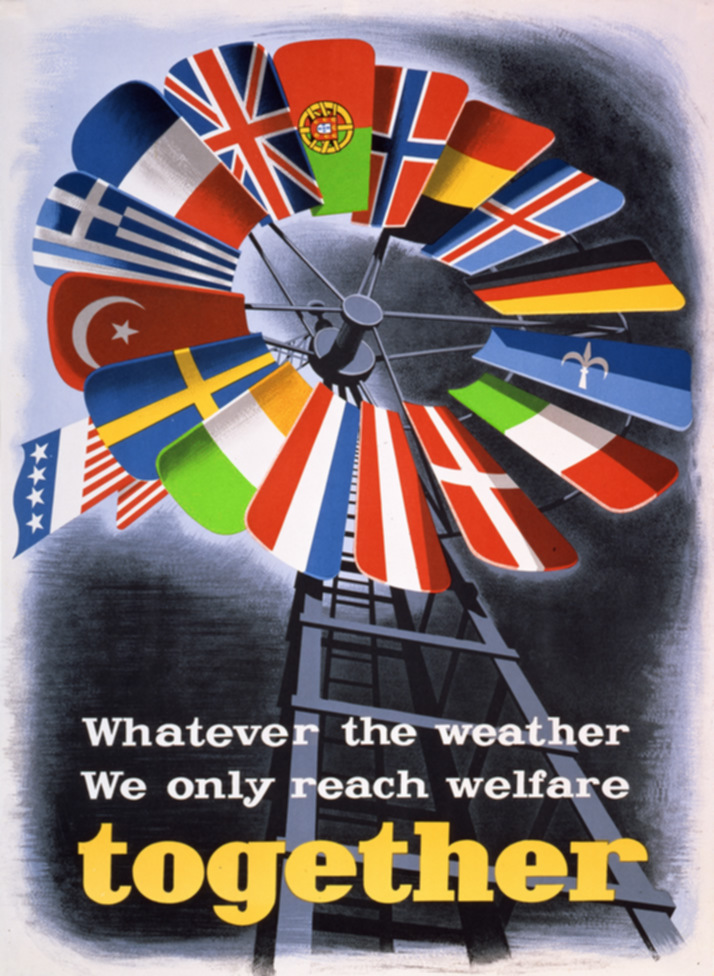
欧洲众多宣传马歇尔计划的海报中的一幅。其中參加國的國旗以風車葉片表示，而美国国旗則位在風車負責控制方向處，宣傳標題為「無論在任何惡劣天氣下，我們總會共同向前走」。自12點鐘方向國旗開始分別為：葡萄牙、挪威、比利时、冰岛、西德、第里雅斯特自由區（但卻錯誤地使用藍色的底，正確應該是要用紅色）、意大利、丹麦、奥地利、荷兰、爱尔兰、瑞典、土耳其、希腊、法国和英国，值得注意的是，儘管有受到援助，但在扇葉中並無卢森堡的國旗，這可能是因為其國旗和荷蘭國旗差異不大的緣故。

马歇尔计划分配给各参与国家的援助数额大致是按照人口数量分配的。而几个大工业国获得的援助则相对较多，比较普遍的意见认为他们的复兴对整个欧洲的经济恢复起着关键的作用。同时相比曾成为轴心国的国家以及中立国，美国对盟国的人均援助数量也要相对多一些。下表显示了马歇尔计划每年提供给各国的具体援助数额（单位：亿美元）。关于援助的具体数目，学界至今意见不一。学者们争论的焦点集中在当时美国对这些国家的援助中的哪些部分属于马歇尔计划。
| 国家               | 1948/49 （亿美元） | 1949/50 （亿美元） | 1950/51 （亿美元） | 总数额 （亿美元） |
| ------------------ | ------------------ | ------------------ | ------------------ | ----------------- |
| 英国               | 13.16              | 9.21               | 10.60              | 32.97             |
| 法國               | 10.85              | 6.91               | 5.20               | 22.96             |
| 西德               | 5.10               | 4.38               | 5.00               | 14.48             |
| 義大利与第里雅斯特 | 5.94               | 4.05               | 2.05               | 12.04             |
| 荷蘭               | 4.71               | 3.02               | 3.55               | 11.28             |
| 比利时与 盧森堡    | 1.95               | 2.22               | 3.60               | 7.77              |
| 奥地利             | 2.32               | 1.66               | 0.70               | 4.88              |
| 丹麦               | 1.03               | 0.87               | 1.95               | 3.85              |
| 挪威               | 0.82               | 0.90               | 2.00               | 3.72              |
| 希臘               | 1.75               | 1.56               | 0.45               | 3.66              |
| 瑞典               | 0.39               | 0.48               | 2.60               | 3.47              |
| 瑞士               | —                  | —                  | 2.50               | 2.50              |
| 土耳其             | 0.28               | 0.59               | 0.50               | 1.37              |
| 爱尔兰             | 0.88               | 0.45               | —                  | 1.33              |
| 葡萄牙             | —                  | —                  | 0.70               | 0.70              |
| 冰島               | 0.06               | 0.22               | 0.15               | 0.43              |

## 效果和影响

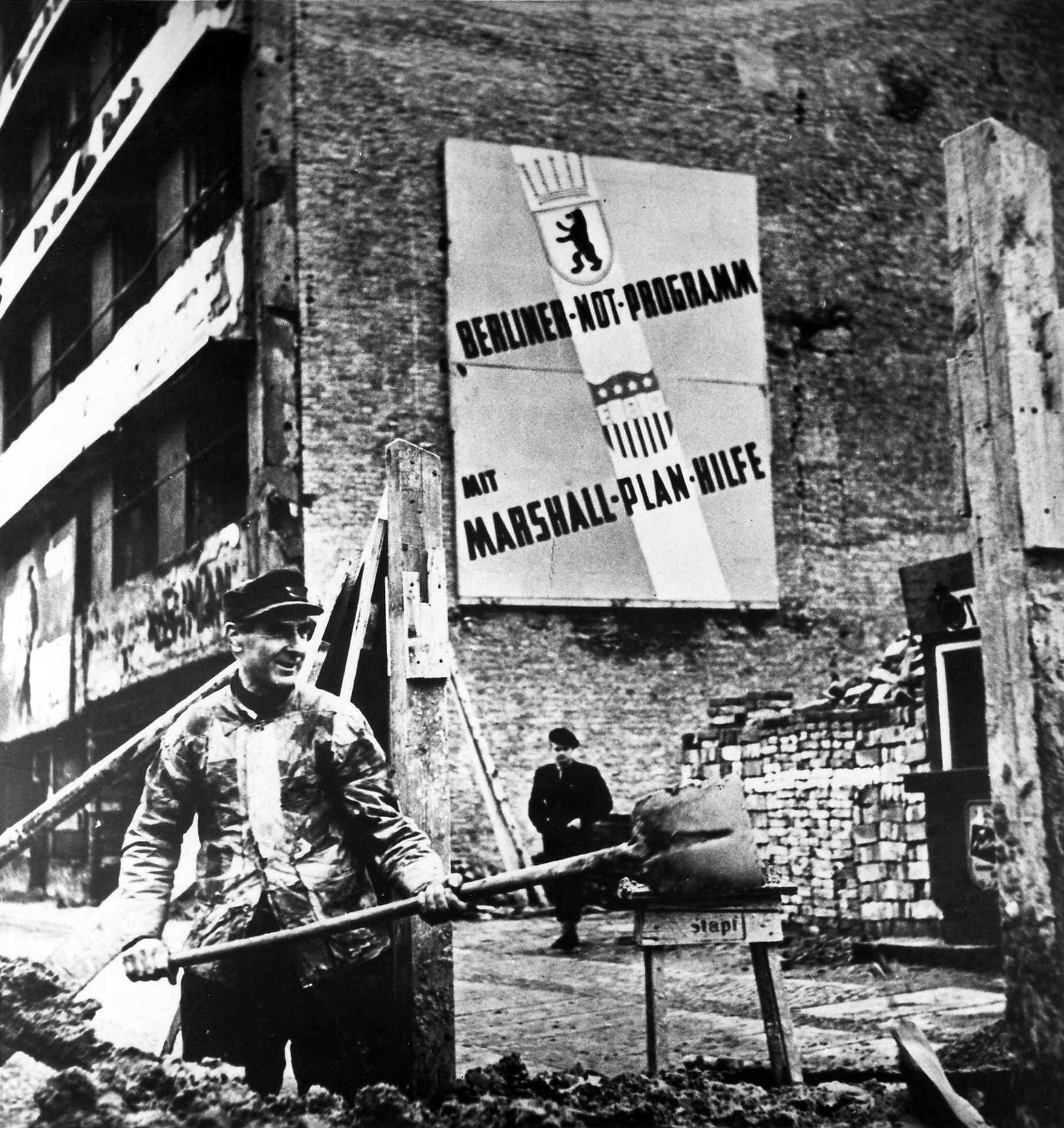
西柏林的國家重建工作。背後標誌寫著「馬歇爾計劃援助」一語。

马歇尔计划于1951年如期终止。此后，因美国介入朝鲜战争并面临日益增长的军备开支，试图延续马歇尔计划的努力都未能成功。一直对该计划持反对意见的共和党在1950年的国会选举中获得了更多的席位，保守的反对派也开始抬头，这样，马歇尔计划即在1951年宣告结束，但此后美国对欧洲国家的其它形式的援助却始终没有停止过。
1948年至1952年是欧洲历史上经济发展最快的时期。工业生产增长了35%，农业生产实际上已经超过战前的水平。战后前几年的贫穷和饥饿已不复存在，西欧经济开始了长达二十年的空前发展。当历史学家研究这些成就到底是否或者有多少应该归功于马歇尔计划至今尚存争论，多数认为这样的经济奇蹟并非只是马歇尔计划的功劳，因为迹象表明当时欧洲已经露出了的经济复苏的兆头。现在普遍认为马歇尔计划加速了西欧经济的发展，但并非启动了欧洲经济的腾飞。但要注意的是並非所有的西歐國家因為马歇尔计划而出現驚人的經濟成長，包括土耳其、希腊、葡萄牙和爱尔兰的經濟始終落後其他西歐國家，與此相反的是沒有接受马歇尔计划的芬兰反而成為足以與西歐對等的富裕國家。
马歇尔计划的政治影响亦不亚于其经济影响。该计划的实施使西欧从战后初期的财政拮据及由物资紧缺而引发的限量配给的局面中摆脱出来，减少了人们对于政府的不满，稳定了政治局势。尽管一些国家（如法国）的政权起初投向美国阵营的行为引起了该国共产党的强烈不满， 不过当随后到来的马歇尔计划实施并显现出其作用之后，西欧共产党的势力便迅速衰弱，其影响力已经不可与先前相比。由马歇尔计划催生的美国和西欧之间的贸易关系也巩固并推进了北大西洋同盟，并使之持续到冷战终结。同时东欧国家拒绝参与该计划，被认为是宣告战后欧洲分裂的最重要的征兆之一。因此有学者认为，从东西方关系的角度来看，“马歇尔计划是走向冷战的最后一步”。

马歇尔计划被认为有力地促进了欧洲的一体化进程，图为欧洲联盟的旗帜。此旗幟隨著歐盟的成員涵蓋了整個歐洲大陸，亦成為歐洲區域逐漸成為一共同體的象徵。該標誌亦被用於歐洲的體育賽事，以及另一種代表自由民主的旗幟。

马歇尔计划在欧洲一体化的进程中扮演了重要的角色。战后美国和西欧的领导人普遍认为欧洲一体化可以长久地确保欧洲的和平与繁荣。因此他们希望通过马歇尔计划引导催生欧洲的一体化进程。但是从一定程度上来说，它并未起到这一作用——事实上欧洲经济合作组织（“欧洲经济联合体”）为后来的经济合作与发展组织（OECD）的前身）的实际活动从未有超出过经济领域。反而是欧洲煤钢共同体——虽然它没有包括当时西欧最重要的经济体之一的英国——最终演变成为了欧洲联盟。欧洲经济联合体最多只是为后来的欧洲经济共同体的成立和运转提供了一个参考与借鉴的平台。马歇尔计划与布雷顿森林体系一起，在无形中促进了西欧地区自由贸易。
虽然现在一些历史学家认为对于马歇尔计划正面作用不应过分夸大，但该计划的总体效果还是被绝大多数人所认同。人们认为通过一个类似的计划还可以帮助世界上更多的地区。20世纪80年代末90年代初东欧剧变之后，一些人建议通过实施“东欧的马歇尔计划”来帮助这个地区实现复苏。也有一些人建议通过和马歇尔计划类似的计划来促进非洲大陆的发展。美国前副总统阿尔·戈尔甚至曾提出过一个“全球性的马歇尔计划”。

## 款项偿还

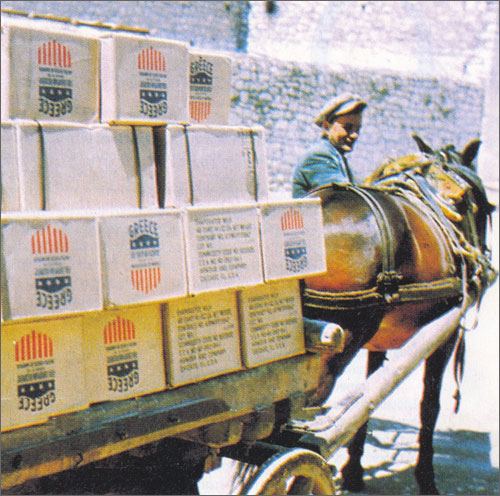
在美國杜魯門主義下，依照馬歇爾計劃交付給希臘的援助物資正被驢子拉著運往各處。

欧洲经济合作发展组织在分配款项方面发挥了主导作用，此外这一组织还负责管理各国的商品流动。美国方面的供货商的货款由买家所在国的欧洲复兴计划基金（European Recovery Program funds）用美元支付。不过欧洲的进口商并不无偿获得这些商品，他们还是要以当地货币支付货款（虽然这不必立即付清，可以采用信用支付等形式）。这笔款项随后就会被马歇尔计划的各参与国投入本国的对应基金，以供政府实施其进一步的投资计划。
其实自从计划一开始，马歇尔计划的绝大多数参与国政府就已明白，他们永远不用向美国归还这笔对应基金的款项。最终这笔款项余额大多被编入本国的财政预算，然后从此“消失”。不过德国却是一个例外。与其他欧洲国家不同，一开始美国便规定德国必须在日后归还所有援助款项。不过在签订1953年的《伦敦债务协定》之后，德国须偿还的援助金额已被削减到了10亿美元。自1951年7月1日之后，德国从马歇尔计划中获得的援助共折合2.7亿美元，而他们只需向华盛顿的美国进出口银行偿还其中的1690万美元。事实上，在1953年之前德国政府都不清楚他们需要向美国偿还多少数目的款项。他们强调援助资金只以生息贷款（interest-bearing loans）的形式进入民间，因此能够保证资产只增长而不缩水。同时，作为贷款方的银行要负责监察整个贷款程序。而这些来自于马歇尔计划的贷款主要用于资助中小企业。直到1971年6月，联邦德国政府终于以分期形式向美国偿还完毕了最后一笔援助债务。与其它国家不同的是，用于偿还债务的资金并不来自于本国的欧洲复兴计划基金，而是由联邦德国中央政府预算专门拨款。

## 未从计划中受益的地区
很多在二战中遭受很大破坏的地区并没有从马歇尔计划中受益。西欧主要国家中唯一一个没有参与该计划的就是弗朗西斯科·佛朗哥统治下的西班牙。在二战后，该国仍然继续着其自给自足的经济政策，同时严格控制货币发行、坚持配额制度。而这些政策并没有使西班牙的经济有太多起色。随着冷战的进一步深入，美国开始重新考虑西班牙在其战略体系中的地位。终于在1951年，美国将西班牙接纳为她的盟国。而在之后的十余年裡，西班牙也确实从美国处得到了颇为可观的援助，但这还是无法与她那些参与了马歇尔计划的邻国得到的大量美援相提并论。
虽然苏联的欧洲部分在战争中遭受了与其他欧洲参战国一样严重的破坏，但苏联的亚洲部分却没有受到什么损失，反而借战争的机会快速实现了工业化。苏联还向其势力范围内的前轴心国索取了大量战争赔款。芬兰、匈牙利、羅馬尼亞、東德被迫支付了大笔赔款，其中尤以东德的赔款数量最多。

苏联在东欧建立的马歇尔计划的替代品 ─ 经济互助委员会会旗。

由于本国的共产党政府拒绝了来自西方的援助，东欧几乎没有从马歇尔计划中获得任何好处，而苏联对他们的帮助也只能算是微不足道。为了抗衡马歇尔计划的影响，苏联建立了经济互助委员会。但是和二战期间一直作为大后方的美国不同，苏联作为主要战场国，人口和经济在战争期间受到巨大创伤，不可能提供同样巨大的经济援助。此外，东欧国家的工业基础和基础设施也远远不及西欧，因此相比较于西欧，东欧的经济恢复速度明显更慢。过度依附于苏联的经济体制直接导致了东欧国家短缺经济形成，同时也拉大了东西方阵营间的财富鸿沟。不过东欧的共产主义国家能够利用政权的力量强行实施配给制度以及财政紧缩政策，从而强制使一些资源向重建方向定向流动，这对西方国家而言是不可能的。不过在东欧国家中有一个例外——南斯拉夫。这个不属于共产主义阵营的共产党国家在这一时期从美国处获得了一定数量的援助，但这些援助通常不被视作马歇尔计划的组成部分。另外一方面北歐國家芬兰雖然拒絕了马歇尔计划但美國仍秘密給予這個國家金錢和物資上的援助，而得以應付二戰後蘇聯沉重的戰爭賠償並逐步發展經濟追上西方國
日本在战争中所受的破坏也相当严重，而且战后由美国单独占领，前几年一直未正式缔结和约。战初期，从美国国会到普通民众，对于日本远没有像他们对欧洲那么有同情心。对美国来说，当时的日本并没有太大战略和经济上的价值。因此美国没有针对日本制定任何大规模的重建计划，而日本在1950年之前的经济恢复也比较缓慢。然而在1950年朝鲜战争爆发之后，日本马上成为了联合国军军事行动的主要基地以及各种产品的重要来源。众所周知的丰田汽车便是一个典型。在1950年6月，丰田的卡车产量总共只有300辆，几乎到了关门歇业的边缘。而战争的头一个月，他们就接到了超过5000辆的军事订单，这直接使丰田公司起死回生。在朝鲜战争进行的四年时间裡，日本经济从外部获得了充分的注入资金，这要远远多于那些参与马歇尔计划的国家所获得的援助资金数额。
中華民國在日軍侵略下，也成為二戰的主要受害者之一。抗日战争结束后，杜鲁门政府尽管表示支持中国大陆重建，但实际上绝大多数援助向西欧倾斜，中国大陆除了一部分军事装备和少量消费品援助外没有获得更具价值的技术和生产设备援助。因為對在南京国民政府時期的援助得不到實際成果，美國當時無意再對撤退到台灣的中華民國進行任何援助。直到1950年韓戰爆發，美國才對已由中国大陆撤退到臺灣的中華民國政府的態度改善，開始提供經濟上的援助。
二戰後初期的韓國與中華民國的處境也頗為相似，都不太受到當時的美國政府所重視，甚至於和在臺灣的中華民國政府一樣被美國排除在亞洲的防衛圈外，直到1950年韓戰爆發，韓國才開始與中華民國一樣開始被美國所重視，此後越戰爆發加上朴正熙上台後的經濟計劃，讓韓國經濟開始繁榮起來。
加拿大则与美国比较类似——同样在战争中没有遭到多少破坏，且在1945年时也是世界上最大的经济体之一。不过与美国不同的是，与美国经济相比，加拿大的经济更加依赖与欧洲的贸易。因此在战争结束后，加拿大的经济开始显露出陷入困境的征兆。于是在1948年4月，美国国会通过了马歇尔计划的预备条款，规定允许拨出一部分援助资金，以用于从加拿大输入商品。这一新的补充条款确保了加拿大经济的健康运行。仅在这之后的两年时间裡，加拿大就从中获得了超过十亿美元的收益。
香港在二战中，特别是日军侵过程中遭受了很大损失。然而在四年的日军领之后，香港除了美國透過非官方的美經援會資助一些民生事項外并没有从其它国家获得任何援助。香港转而采取了一系列在外界看来违反常规的改革措施，包括削减营业税、坚持自由放任政策等等。

## 马歇尔计划与之后的第三世界发展
在之后很长一段时间裡，马歇尔计划被当作了帮助加勒比海地区和撒哈拉以南非洲发展经济的模板。甚至在帮助伊拉克和阿富汗重建的过程中，都看得到它的影子。然而有不少经济学家认为，类似于马歇尔计划的措施并不适用于帮助第三世界国家的发展。首先他们指出，马歇尔计划之所以能够在欧洲取得显著成效，是因为欧洲本身经济发展程度就比较高，有雄厚的经济基础。即使他们受到了战争的破坏，这些国家依然拥有比较完整的基础设施，以及有较高的文化和技术素质的劳动力。而第三世界国家则普遍不具备以上条件。其次，美国在对第三世界的援助中远没有当时对欧洲那么慷慨，这也是这些后来的疑似马歇尔计划受人诟病最多的地方（而受美援的第三世界國家中也僅僅只有韓國和臺灣成功的出現足以和發达國家匹敵的經濟成長；但是台湾和韩国跟歐洲一樣，已經擁有一定基礎建設及國民素質）。

## 争论

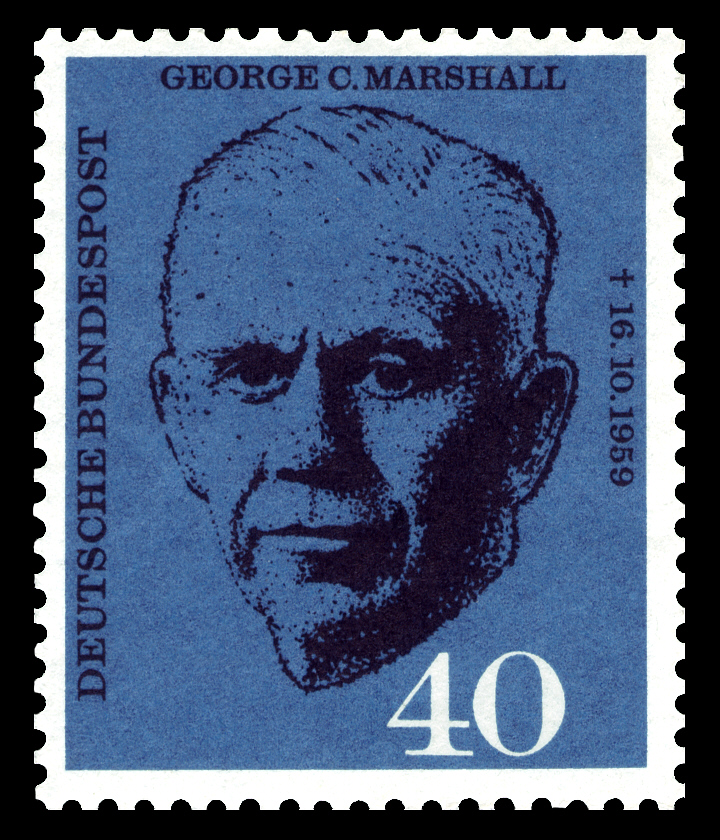
1960年，西德發行一張印有喬治·馬歇爾（1880年至1959年）肖像的紀念郵票。

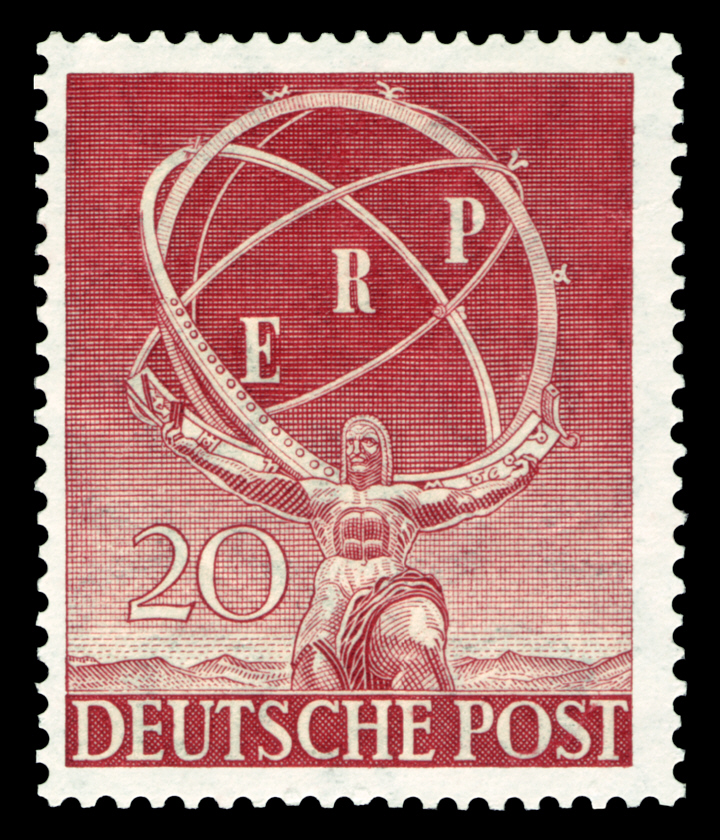
1950年10月西德西柏林工業展覽會的紀念郵票中，上頭有著希腊神话阿特拉斯舉著一樣球狀物體，並有ERP（即歐洲復興計劃）字樣。

早期研究马歇尔计划的学者大多把它看作美国式慷慨的又一成功范例。而对马歇尔计划的批评大多来自于受1960年代到1970年代间的修正主义学派影响的历史学家。他们认为马歇尔计划是美国经济帝国主义的表现。美国企图通过这一计划全方位控制西欧，正如苏联控制东欧一样。美国还试图利用马歇尔计划实现其地缘政治目标，因此这绝不是什么慷慨。
而其他一些历史学家所强调的则是此计划给美国带来的经济利益。正是由于两次世界大战给欧洲造成的破坏，才使美国的工业和农业占据了世界领先地位。从中成长起来的众多美国私人企业需要在贸易自由政策下开辟的新市场来获得利润。虽然此时的欧洲重建也正需要来自美国的产品，但还没有从二战的阴影中走出的欧洲人没有足够的美元来进口这些必需物资。这体现了一个基本的经济问题——欧洲的资本主义本质上正为美元荒（dollar shortage）所困扰。而美国却积聚了大量的贸易顺差，其庞大的储备也在不断增长。与此同时，国际货币基金组织和国际复兴开发银行的信贷机制已完全无法应付西欧的大额贸易赤字。前者只能够通过一些数目不是很大的贷款，帮助欧洲解决短期内的赤字问题。至于重要的财政和重建问题，他们就无能为力了。因此美国就开始通过多种途径向欧洲提供所谓的“美元信贷”（dollar credits），来帮助欧洲解决这些问题。而马歇尔计划正是这众多途径之一。
到了1980年代，又有一种新的观点认为，马歇尔计划并不像人们之前所认为的那样在欧洲的复兴过程中起了决定性的作用。第一个提出这一观点的是经济历史学家艾伦·米尔沃德（Alan S. Milward）。德国历史学家格尔德·哈达赫（Gerd Hardach）在他1994年出版的著作《马歇尔计划》（Der Marshall Plan）中进一步阐述了这一观点。这些历史学家指出，早在美国的大规模援助到达之前，许多欧洲国家就已经转入了经济增长阶段。而且一些接受援助较少的国家，其发展速度反而更快一些。虽然马歇尔计划确实减轻了欧洲重建过程中的许多困难，并对一些关键部门的恢复起了重要作用，但总体来说，欧洲在战后低谷之后的经济增长与马歇尔计划的联系并不是很密切。此外也有不少欧洲的社会主义者认为，由于许多欧洲富人在二战期间把他们的资金转移到了安全的美国，欧洲各国政府完全可以通过把他们手中的企业股份收归国有来获得数目同样可观的重建资金。